# Non fructificat autumn arbor, quae vere non floruit
 Non fructificat autumn arbor, quae vere non floruit лат. (изговор: нон фруктификат аутумно арбор кве вере нон флоруит). Не доноси у јесен плодове дрво које у прољеће није цвјетало. (Петрарка)

## Поријекло изреке
Ову изреку је изговорио у XIV вијеку  велики  италијански  пјесник франческо Петрарка.

## Тумачење
Сваки успјех је резултат претходне припреме.